# Alvaro Vitali
Alvaro Vitali (Roma, 3 de fevereiro, 1950 – Roma, 24 de junho de 2025) foi um ator italiano.

## Carreira
Estreou no cinema fazendo pequenos papéis em alguns filmes de Federico Fellini (Fellini Satyricon, I Clowns, Roma e Amarcord), que gostava de contratar actores desconhecidos para os seus filmes.
A estreia de Alvaro Vitali no género "comédia sexy" surgiu com o filme L'Insegnante, seguindo-se Classe mista. Nestes filmes mostrou os seus dotes de mímico, que foram amplamente utilizados nos filmes seguintes.
Em 1964, participou no filme premiado Profumo di donna, ao lado de Vittorio Gassman.
Sucederam-se filmes como La liceale, La professoressa di scienze naturali, La compagna di banco, La liceale nella classe dei ripetenti, filmes ao estilo da comédia "ambiente escolar", que foram um verdadeiro sucesso, e ainda são utilizadas nas anedotas do famoso "Pierino". A personagem Pierino também era conhecida pelo João Broncas (Portugal) e Jaimito (Espanha).
Na década de 1990 as preferências cinematográficas mudaram, e as comédias passaram para segundo plano. Em 1990 lançou o filme Pierino torna a scuola, que foi um fracasso.
O último filme, intitulado Pierino stecchino, lançado em 1992, já não teve o apoio de nenhum distribuidor, e por conseguinte não chegou às salas de cinema. Terminou assim a sua brilhante carreira de actor e ícone do cinema italiano.
Fez uma pequena participação em Astérix nos Jogos Olímpicos.
Em 24 de junho de 2025, Vitali morreu em Roma de uma broncopneumonia recorrente , pela qual já havia sido hospitalizado duas semanas antes.

## Filmografia
- Satyricon, non accreditato, de Federico Fellini (1969)
- I clowns, de Federico Fellini (1971) (documentario TV)
- Che?, de Roman Polanski (1972)
- Meo Patacca, non accreditato, de Marcello Ciorciolini (1972)
- Roma, non accreditato, de Federico Fellini (1972)
- La Tosca, de Luigi Magni (1973)
- Amarcord, de Federico Fellini (1973)
- Polvere di stelle, non accreditato, de Alberto Sordi (1973)
- Rugantino, non accreditato, de Pasquale Festa Campanile (1973)
- Anche gli angeli mangiano fagioli, non accreditato, de E.B. Clucher
- Mordi e fuggi, non accreditato, de Dino Risi (1973)
- Partirono preti tornarono... curati, de Stelvio Massi (1973)
- Il colonnello Buttiglione diventa generale, non accreditato, de Mino Guerrini (1973)
- 4 marmittoni alle grandi manovre, non accreditato, de Marino Girolami (1974)
- Romanzo popolare, de Mario Monicelli (1974)
- Profumo di donna, de Dino Risi (1974)
- La poliziotta, de Steno (1974)
- L'arbitro, non accreditato, de Luigi Filippo D'Amico (1974)
- La liceale, de Michele Massimo Tarantini (1975)
- L'insegnante, de Nando Cicero (1975)
- La poliziotta fa carriera, de Michele Massimo Tarantini (1975)
- Il tempo degli assassini, de Marcello Andrei (1975)
- Frankenstein all'italiana, de Armando Crispino (1975)
- Due cuori, una cappella, de Maurizio Lucidi (1975)
- La pupa del gangster, de Giorgio Capitani (1975)
- Malia, vergine e di nome Maria, de Sergio Nasca (1975)
- La dottoressa sotto il lenzuolo, de Gianni Martucci (1976)
- Spogliamoci così, senza pudor, de Sergio Martino (1976)
- La segretaria privata di mio padre, de Mariano Laurenti (1976)
- Classe mista, de Mariano Laurenti (1976)
- La dottoressa del distretto militare, de Nando Cicero (1976)
- Telefoni bianchi, de Dino Risi (1976)
- La professoressa di scienze naturali, de Michele Massimo Tarantini (1976)
- La vergine, il toro e il capricorno, de Luciano Martino (1977)
- Taxi Girl, de Michele Massimo Tarantini (1977)
- La compagna di banco, de Mariano Laurenti (1977)
- Uomini si nasce poliziotti si muore, de Ruggero Deodato (1977)
- Per amore di Poppea, de Mariano Laurenti (1977)
- La soldatessa alla visita militare, de Nando Cicero (1977)
- L'insegnante balla... con tutta la classe, de Giuliano Carnimeo (1978)
- La soldatessa alle grandi manovre, de Nando Cicero (1978)
- L'insegnante va in collegio, de Mariano Laurenti (1978)
- Scherzi da prete, de Pier Francesco Pingitore (1978)
- Dove vai se il vizietto non ce l'hai?, de Marino Girolami (1979)
- La liceale, il diavolo e l'acquasanta, de Nando Cicero (1979)
- La liceale nella classe dei ripetenti, de Mariano Laurenti (1979)
- L'insegnante viene a casa, de Michele Massimo Tarantini (1979)
- La liceale seduce i professori, de Mariano Laurenti (1979)
- L'insegnante al mare con tutta la classe, de Michele Massimo Tarantini (1979)
- L'infermiera di notte, de Mariano Laurenti (1979)
- Cocco mio, de Jean-Pierre Rawson (1979)
- La poliziotta della squadra del buon costume, de Michele Massimo Tarantini (1979)
- La ripetente fa l'occhietto al preside, de Mariano Laurenti (1980)
- L'infermiera nella corsia dei militari, de Mariano Laurenti (1980)
- La dottoressa ci sta col colonnello, de Michele Massimo Tarantini (1980)
- La liceale al mare con l'amica di papà, de Marino Girolami (1980)
- Pierino contro tutti,de Marino Girolami (1981)
- Pierino medico della Saub, de Giuliano Carnimeo (1981)
- L'onorevole con l'amante sotto il letto, de Mariano Laurenti (1981)
- La poliziotta a New York, de Michele Massimo Tarantini (1981)
- La dottoressa preferisce i marinai, de Michele Massimo Tarantini (1981)
- Pierino colpisce ancora, de Marino Girolami (1982)
- Il tifoso, l'arbitro e il calciatore, de Pier Francesco Pingitore (1982)
- Giggi il bullo, de Marino Girolami (1982)
- Gian Burrasca, de Pier Francesco Pingitore (1982)
- Paulo Roberto Cotechiño centravanti di sfondamento, de Nando Cicero (1983)
- Zanzibar, episodio La vedova, de Marco Mattolini (1986) (miniserie TV)
- Festa di Capodanno, de Piero Schivazappa (1988)
- Mortacci, de Sergio Citti (1989)
- Pierino torna a scuola, de Mariano Laurenti (1990)
- Pierino Stecchino (1992), non distribuito
- Club vacanze, de Alfonso Brescia (1995)
- L'antenati tua e de Pierino (1996), non distribuito
- S.P.Q.R., episodio Fantasmi a Roma, regia di Claudio Risi (1998) (miniserie TV)
- Se lo fai sono guai, de Michele Massimo Tarantini (2001)
- Cinecittà (TV), de Alberto Manni (2003) (miniserie TV)
- Pierino il ripetente (2003), non distribuito
- Ladri di barzellette, de Bruno Colella e Leonardo Giuliano (2004)
- Domani è un'altra truffa, de Pier Francesco Pingitore (2006) (film TV)
- Impotenti esistenziali, de Giuseppe Cirillo (2009)
- Vacanze a Gallipoli, de Tony Greco (2011)